# لورا كاناليس
لورا كاناليس (بالإنجليزية: Laura Canales)‏ هي مغنية أمريكية، ولدت في 19 أغسطس 1954 في كينغزفيل في الولايات المتحدة، وتوفيت في 16 أبريل 2005 في كوربوس كريستي في الولايات المتحدة.